# Revue et gazette musicale de Paris
Revue et gazette musicale de Paris (en español Diario y gaceta musical de París) fue una revista musical semanal fundada en 1827 por François-Joseph Fétis, musicólogo, pedagogo y compositor belga, profesor de contrapunto y fuga en el Conservatorio de París. El título de la revista era simplemente La Revue musicale hasta 1835, fecha en la que la revista se fusionó con la Gazette musicale de Maurice Schlesinger, que tuvo un periodo de vida desde el 5 de enero de 1834 al 25 de octubre de 1835. La revista fue clausurada en 1880.
Schlesinger ya había establecido una editorial para hacer música accesible a todos y, en 1834, fundó una sociedad para la publicación de música moderna y clásica a bajo precio, incluida la publicación de las obras de Mozart, Haydn, Weber, Beethoven, Hummel y Berlioz. También había editado Robert le diable y Les Huguenots de Giacomo Meyerbeer y La Juive de Jacques Fromental Halévy.
El ámbito de la Gazette musicale no fue únicamente musical, sino que también se ocupó de la literatura que trataba la música, como por ejemplo el escrito de Honoré de Balzac titulado Gambara de 1837, un texto dedicado al estudio de la composición musical de Robert le Diable de Giacomo Meyerbeer. 